# Clubiona viridula
Clubiona viridula är en spindelart som beskrevs av Ono 1989. Clubiona viridula ingår i släktet Clubiona och familjen säckspindlar. Inga underarter finns listade i Catalogue of Life.